# Roberto Benzi (Dirigent)

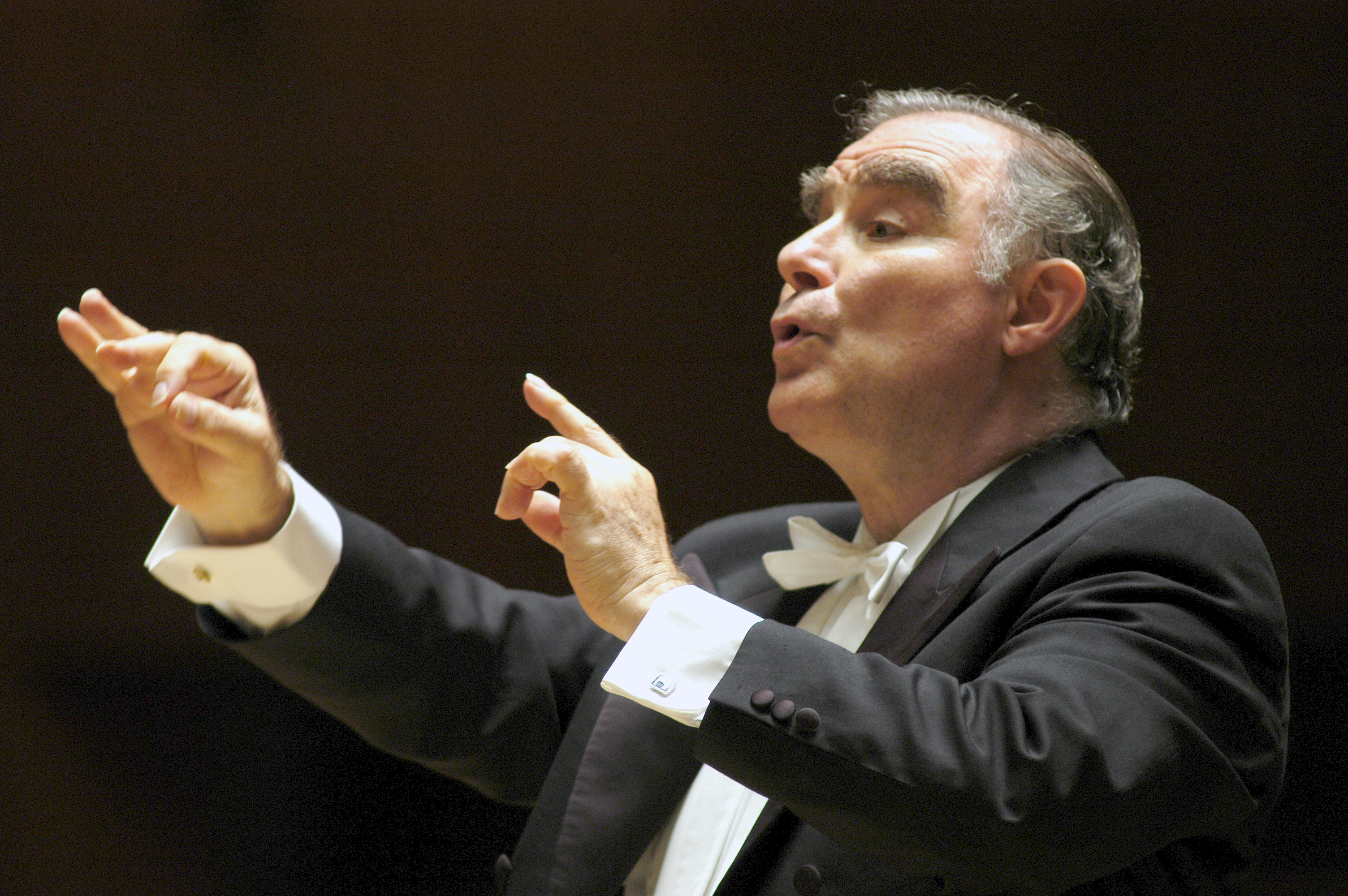
Roberto Benzi

Roberto Benzi (* 12. Dezember 1937 in Marseille) ist ein französisch-italienischer Dirigent.
Benzi studierte ab 1947 bei André Cluytens Dirigieren und bei Fernand Lamy Musiktheorie. 1948 debütierte er in Paris und gastierte anschließend in vielen europäischen Ländern. 1959 dirigierte er das erste Mal an der Pariser Opéra Carmen. Er ist seitdem Gastdirigent bedeutender Orchester, unter anderem ständiger Gastdirigent des Philharmonischen Radioorchesters Hilversum.